# Blood for Dracula
Blood for Dracula, även kallad Andy Warhol's Dracula, en film från 1974 i regi av Paul Morrissey. Greve Dracula gestaltas av Udo Kier.

## Handling
Greve Dracula kan enbart dricka blod från oskulder, men sådana har tagit slut i Transsylvanien. Därför reser han med sin tjänare till Italien i jakt på jungfrublod.

## Rollista (urval)
- Udo Kier – Count Dracula
- Joe Dallesandro – Mario Balato, en arbetare
- Vittorio De Sica – Il Marchese Di Fiore
- Maxime McKendry – La Marchesa Di Fiore
- Arno Juerging – Anton, Dracula's tjänare
- Milena Vukotic – Esmeralda
- Dominique Darel – Saphiria
- Stefania Casini – Rubinia
- Silvia Dionisio – Perla
- Roman Polański – Man i taverna (okrediterad)